# Campeonato da Europa de Atletismo de 2014 - Maratona masculina
A prova da maratona masculina do Campeonato da Europa de Atletismo de 2014 foi disputada no dia 17 de agosto de 2014 pelas ruas de  Zurique, na Suíça. 

## Recordes
Antes desta competição, os recordes mundiais e do campeonato nesta prova eram os seguintes:
|                       | Nome                     | Nacionalidade | Tempo    | Local      | Data                   |
| --------------------- | ------------------------ | ------------- | -------- | ---------- | ---------------------- |
| Recorde mundial       | Wilson Kipsang Kiprotich | Quênia        | 2h03m23s | Berlim     | 29 de setembro de 2013 |
| Recorde do campeonato | Martín Fiz               | Espanha       | 2h10m31s | Helsínquia | 14 de agosto de 1994   |
| Recorde europeu       | Benoît Zwierzchiewski    | França        | 2h06m36s | Paris      | 6 de abril de 2003     |

## Medalhistas
| Ouro                 | Prata               | Bronze                |
| Daniele Meucci (ITA) | Yared Shegumo (POL) | Aleksey Reunkov (RUS) |

## Cronograma
Todos os horários são locais (UTC+2).
| Data         | Hora | Evento |
| ------------ | ---- | ------ |
| 17 de agosto | 9:00 | Final  |

## Resultados
| Posição           | Atleta                    | Nacionalidade | Tempo   | Notas                |
| ----------------- | ------------------------- | ------------- | ------- | -------------------- |
| Medalha de ouro   | Daniele Meucci            | Itália        | 2:11:08 | Recorde pessoal      |
| Medalha de prata  | Yared Shegumo             | Polónia       | 2:12:00 |                      |
| Medalha de bronze | Aleksey Reunkov           | Rússia        | 2:12:15 |                      |
| 4                 | Javier Guerra             | Espanha       | 2:12:32 |                      |
| 5                 | Viktor Röthlin            | Suíça         | 2:13:07 |                      |
| 6                 | Abdellatif Meftah         | França        | 2:13:16 |                      |
| 7                 | Ruggero Pertile           | Itália        | 2:14:18 |                      |
| 8                 | André Pollmächer          | Alemanha      | 2:14:51 |                      |
| 9                 | Tadesse Abraham           | Suíça         | 2:15:05 |                      |
| 10                | Ricardo Ribas             | Portugal      | 2:15:43 |                      |
| 11                | Stepan Kiselev            | Rússia        | 2:15:45 |                      |
| 12                | Valērijs Žolnerovičs      | Letônia       | 2:15:56 | Recorde da temporada |
| 13                | Jean-Damascene Habarurema | França        | 2:16:04 |                      |
| 14                | Abdelhadi El Hachimi      | Bélgica       | 2:16:35 |                      |
| 15                | Benjamin Malaty           | França        | 2:17:09 |                      |
| 16                | El Hassane Ben Lkhainouch | França        | 2:17:54 |                      |
| 17                | Lars Budolfsen            | Dinamarca     | 2:17:54 |                      |
| 18                | Roman Fosti               | Estónia       | 2:17:54 | Recorde pessoal      |
| 19                | Henrik Them Andersen      | Dinamarca     | 2:17:55 |                      |
| 20                | Sean Hehir                | Irlanda       | 2:17:59 |                      |
| 21                | Sergey Rybin              | Rússia        | 2:18:04 |                      |
| 22                | Jesper Faurschou          | Dinamarca     | 2:18:12 |                      |
| 23                | Christian Kreienbühl      | Suíça         | 2:18:36 |                      |
| 24                | Ihor Russ                 | Ucrânia       | 2:19:19 |                      |
| 25                | Mustafa Mohamed           | Suécia        | 2:19:29 |                      |
| 26                | Fatih Bilgiç              | Turquia       | 2:19:49 | Recorde pessoal      |
| 27                | Ivan Babaryka             | Ucrânia       | 2:20:19 |                      |
| 28                | Kevin Seaward             | Irlanda       | 2:20:30 |                      |
| 29                | Ihor Olefirenko           | Ucrânia       | 2:20:36 |                      |
| 30                | Ruben Indongo             | França        | 2:20:39 |                      |
| 31                | Koen Raymaekers           | Países Baixos | 2:20:49 |                      |
| 32                | Michele Palamini          | Itália        | 2:21:32 |                      |
| 33                | Håkon Brox                | Noruega       | 2:21:47 | Recorde pessoal      |
| 34                | Kári Steinn Karlsson      | Islândia      | 2:21:56 |                      |
| 35                | Thomas Frazer             | Irlanda       | 2:22:33 |                      |
| 36                | Olfert Molenhuis          | Países Baixos | 2:22:45 |                      |
| 37                | Michael Ott               | Suíça         | 2:22:51 |                      |
| 38                | Fredrik Johansson         | Suécia        | 2:23:10 |                      |
| 39                | José Moreira              | Portugal      | 2:24:23 |                      |
| 40                | Yimharan Yosef            | Israel        | 2:24:26 |                      |
| 41                | Berihun Wuve              | Israel        | 2:24:39 |                      |
| 42                | Ronald Schröer            | Países Baixos | 2:24:51 |                      |
| 43                | Błażej Brzeziński         | Polónia       | 2:25:17 |                      |
| 44                | Patrick Wieser            | Suíça         | 2:25:33 |                      |
| 45                | Christian Pflügl          | Áustria       | 2:25:51 |                      |
| 46                | Adrian Lehmann            | Suíça         | 2:26:37 |                      |
| 47                | Emil Lerdahl              | Suécia        | 2:27:17 |                      |
| 48                | Peter Bech                | Dinamarca     | 2:28:38 |                      |
| 49                | Mehmet Çağlayan           | Turquia       | 2:30:16 |                      |
| 50                | Amir Ramon                | Israel        | 2:30:45 |                      |
| 51 !              | Dmytro Baranovskyy        | Ucrânia       | DNF     |                      |
| 51 !              | Muzaffer Bayram           | Turquia       | DNF     |                      |
| 51 !              | Urige Buta                | Noruega       | DNF     |                      |
| 51 !              | Marcin Chabowski          | Polónia       | DNF     |                      |
| 51 !              | Patrik Engström           | Suécia        | DNF     |                      |
| 51 !              | Hermano Ferreira          | Portugal      | DNF     |                      |
| 51 !              | Marius Ionescu            | Roménia       | DNF     |                      |
| 51 !              | Andrea Lalli              | Itália        | DNF     |                      |
| 51 !              | Ercan Muslu               | Turquia       | DNF     |                      |
| 51 !              | Ilja Nikolajev            | Estónia       | DNF     |                      |
| 51 !              | Iolo Nikolov              | Bulgária      | DNF     |                      |
| 51 !              | David Nilsson             | Suécia        | DNF     |                      |
| 51 !              | Hasan Pak                 | Turquia       | DNF     |                      |
| 51 !              | Liberato Pellecchia       | Itália        | DNF     |                      |
| 51 !              | Domenico Ricatti          | Itália        | DNF     |                      |
| 51 !              | Rui Pedro Silva           | Portugal      | DNF     |                      |
| 51 !              | Aleksey Sokolov           | Rússia        | DNF     |                      |
| 51 !              | Henryk Szost              | Polónia       | DNF     |                      |
| 51 !              | Daniel Woldu              | Suécia        | DNF     |                      |
| 51 !              | Zohar Zimro               | Israel        | DNF     |                      |
| 52 !              | Paul Pollock              | Irlanda       | DNS     |                      |
| 52 !              | Hugo van den Broek        | Países Baixos | DNS     |                      |

Legenda
| Recorde mundial       | Recorde mundial (World record)               |                       | Recorde africano                      | Recorde africano (African) |                                           | Q | Classificado por posição (Qualified) |
| Recorde do campeonato | Recorde do campeonato (Championship record)  | Recorde da América    | Recorde da América (Americas)         | q                          | Classificado por melhor tempo (Qualified) |   |                                      |
| Melhor marca do ano   | Melhor marca do ano (World leading)          | Recorde asiático      | Recorde asiático (Asian)              | DNS                        | Não largou (Did not start)                |   |                                      |
| Recorde nacional      | Recorde nacional (National record)           | Recorde europeu       | Recorde europeu (European)            | DNF                        | Não terminou (Did not finish)             |   |                                      |
| Recorde pessoal       | Recorde pessoal do atleta (Personal best)    | Recorde da Oceania    | Recorde da Oceania (Oceania)          | DSQ / DQ                   | Desclassificado (Disqualified)            |   |                                      |
| Recorde da temporada  | Recorde da temporada do atleta (Season best) | Recorde sul-americano | Recorde sul-americano (South America) | NM                         | Sem marca (No mark)                       |   |                                      |